# 御影村 (北海道)
御影村（みかげむら）は北海道河西郡にあった村。現在の上川郡清水町の南部の地域に当たる。
村名は当地で産出される花崗岩（御影石）に因んだ。その前はアイヌ語の「サン・エンコロ」（出ている鼻）に因る「佐念頃」（さねんころ）と称していた。

## 地理
- 十勝平野の西部に位置。
- 当時の主な産物はダイズ、アズキ、インゲンマメ、エンバク、オオムギ。昭和6、7年頃からジャガイモの生産も多くなっていった。
- 山：芽室岳（1,754m）、剣山（1,205m）
- 河川: 久山川、芽室川、小林川

## 人口
| 年               | 世帯数 | 人口  |
| ---------------- | ------ | ----- |
| 1925（大正14年） | 608    | 3,564 |
| 1935（昭和10年） | 749    | 4,477 |
| 1947（昭和22年） | 808    | 4,908 |
| 1955（昭和30年） | 877    | 5,222 |

※各年度の国勢調査による

## 沿革
- 1921年（大正10年）4月1日 - 芽室村から大字羽帯村（全部）と大字芽室村（一部）が分離して、御影村成立。
- 1925年（大正14年）- 2大字を5字に再編。
  - 芽室村 → 御影、上芽室、渋山、旭山
  - 羽帯村 → 羽帯
- 1949年（昭和24年）8月7日 - 芽室町大字美蔓村の一部を編入、字・毛根となる。
- 1956年（昭和31年）9月30日 - 清水町に編入。6字は清水町の字に継承。

## 交通

### 鉄道
- 国鉄根室本線
  - 御影駅

（※羽帯駅の開業は1958年（昭和33年）9月10日）
- 国道38号（現在の道路）